# Sea Point
Sea Point (afrikáans: Seepunt) es uno de los suburbios más ricos y densamente poblados de Ciudad del Cabo, Sudáfrica, ubicado entre Signal Hill y el océano Atlántico, a pocos kilómetros al oeste del Distrito Financiero (CBD) de Ciudad del Cabo. Entre Sea Point y el CBD, se encuentran el pequeño suburbio de Three Anchor Bay y Green Point. En dirección hacia el mar desde Green Point se encuentra el área conocida como Mouille Point, en donde está el faro local. El suburbio de Bantry Bay se encuentra al suroeste.
Sea Point es el único suburbio en la costa de Ciudad del Cabo con una cantidad considerable de rascacielos, lo que, junto a otros factores, lo han convertido en un área residencial muy popular. Antes del alza en los valores de bienes raíces, el suburbio era considerado como un área peligrosa, en parte debido a que algunos edificios de departamentos se encontraban en estado de abandono por parte de sus dueños. Muchos inversionistas locales y extranjeros ahora ven al lugar como una zona de rejuvenecimiento urbano y hay muchos dueños neerlandeses, alemanes y británicos.

## Demografía
Históricamente, la zona fue demarcada solo para la vivienda de blancos durante la era del apartheid, cuando la clasificación formal de las personas según raza fue introducida en el sistema político sudafricano. Con el colapso del apartheid y en especial a partir de finales de los años 1990, un grupo variado de compradores cambió la distribución demográfica. Hoy en día Sea Point acoge diversas culturas, entre las cuales se encuentran no sólo las de los habitantes de El Cabo, sino también las de poblaciones extranjeras.

## Diseño y estilo de vida

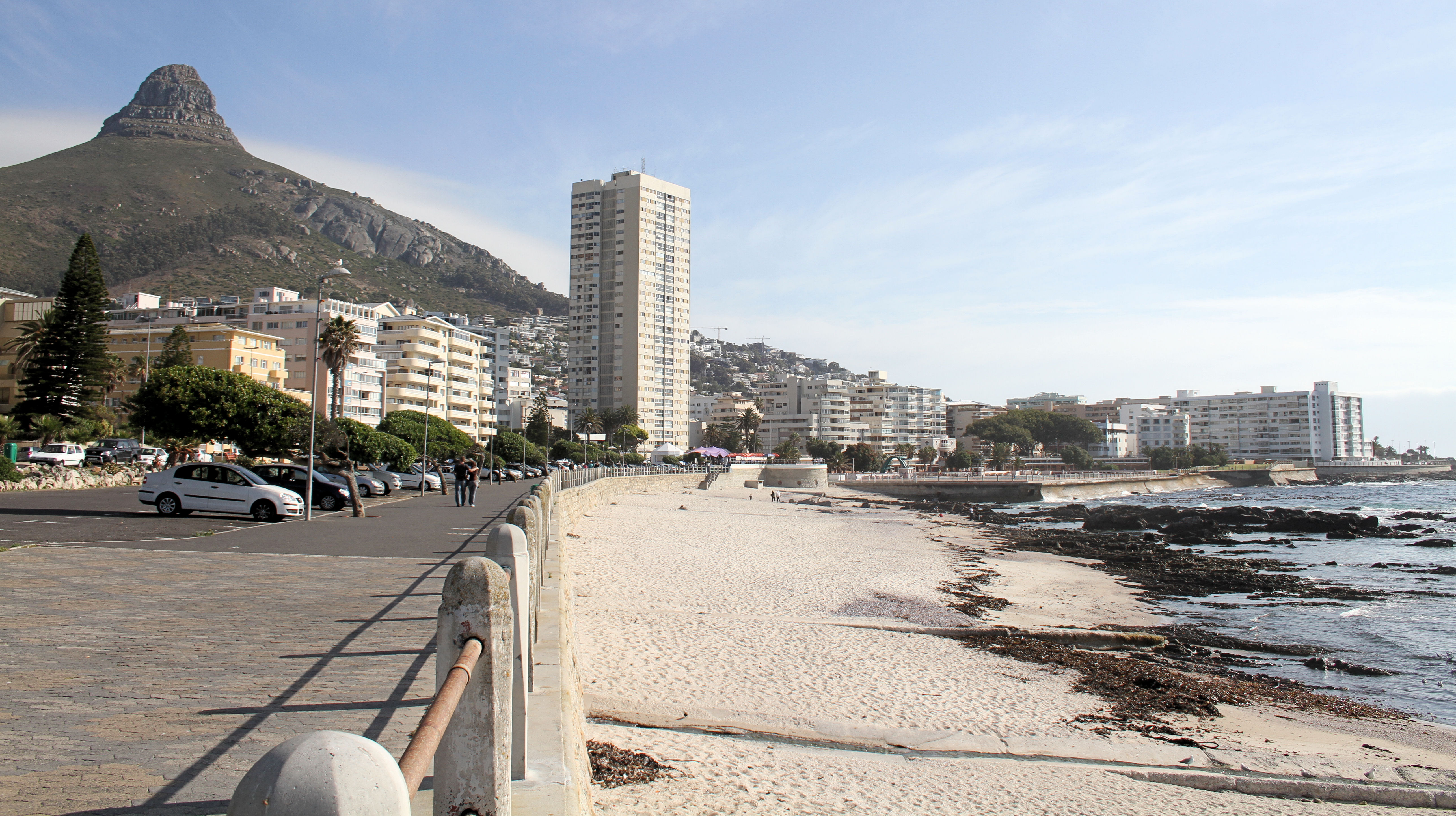
Playa de Sea Point con Cabeza de León en el fondo.

Sea Point es un suburbio de Ciudad del Cabo y está ubicado en un delgado pedazo de tierra entre la famosa Cabeza de León en el sureste y el océano Atlántico en el noroeste. Es un área muy densa, en donde los terrenos son altamente valorados. Las casas son construidas muy cercanas las unas a las otras cerca de las montañas de los alrededores, mientras que los edificios de departamentos son más comunes en el área central y cerca de la playa. Un espacio comunitario importante es el paseo marítimo, una pasarela que se encuentra a lo largo de la playa que es usada por los residentes para caminar, trotar o socializar.
A lo largo del litoral del paseo marítimo de Sea Point, la costa tiene características variadas. Algunas partes son rocosas y de difícil acceso, mientras que otras tienen playas amplias. La playa de Sea Point se encuentra junto a una piscina de agua de mar de tamaño olímpico, que ha servido a generaciones de habitantes de Ciudad del Cabo al menos desde la década de los años cincuenta. Otra playa fina más cerca de la ciudad es conocida como Rocklands.

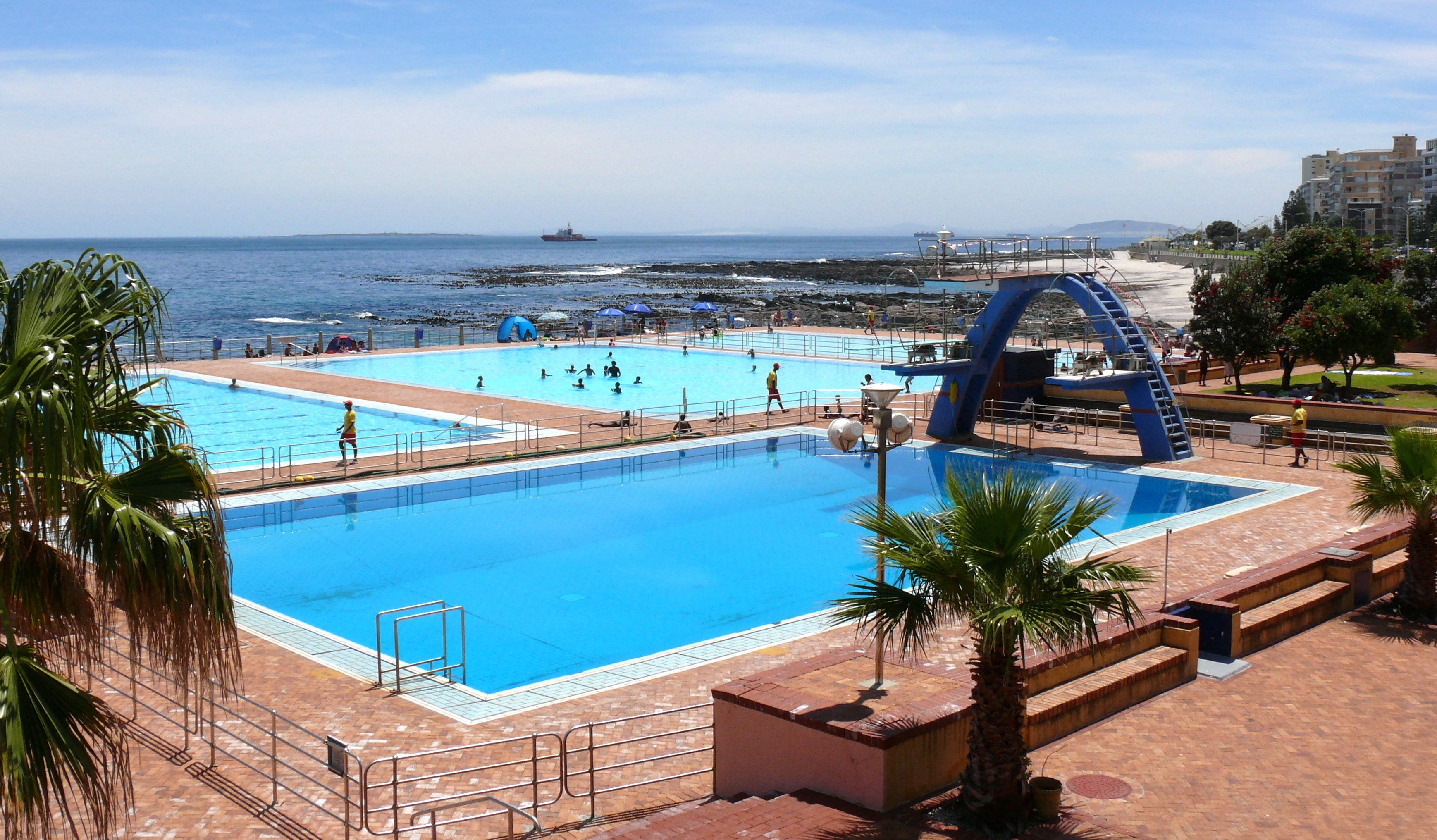
La Piscina del Sea Point Pavilion

Al lado de Sea Point se encuentra Three Anchor Bay. Las playas que se encuentran a lo largo de esta zona están cubiertas de conchas de mejillones que son arrastradas a la costa por el océano, a diferencia de las playas de Clifton y Camps Bay, las cuales son arenosas. Las piedras cerca de las playas de Sea Point son en gran parte basálticas, de la época Precámbrica y famosas a nivel internacional en la historia de la geología.
Existen vastos lechos de macroalga en los alrededores. Comparada con el lado de False Bay de la Península del Cabo, el agua es más fría (11 °C - 16 °C).
Por otra zona de la costa, en dirección a Clifton, hay una placa que conmemora la observación de Charles Darwin de una interface geológica extraña, en donde la roca ígnea ha invadido, absorbido y reemplazado a la roca metamórfica.
La comunidad de Sea Point fue el objeto de un documental en 2008 dirigido por François Verster, titulado Sea Point Days.

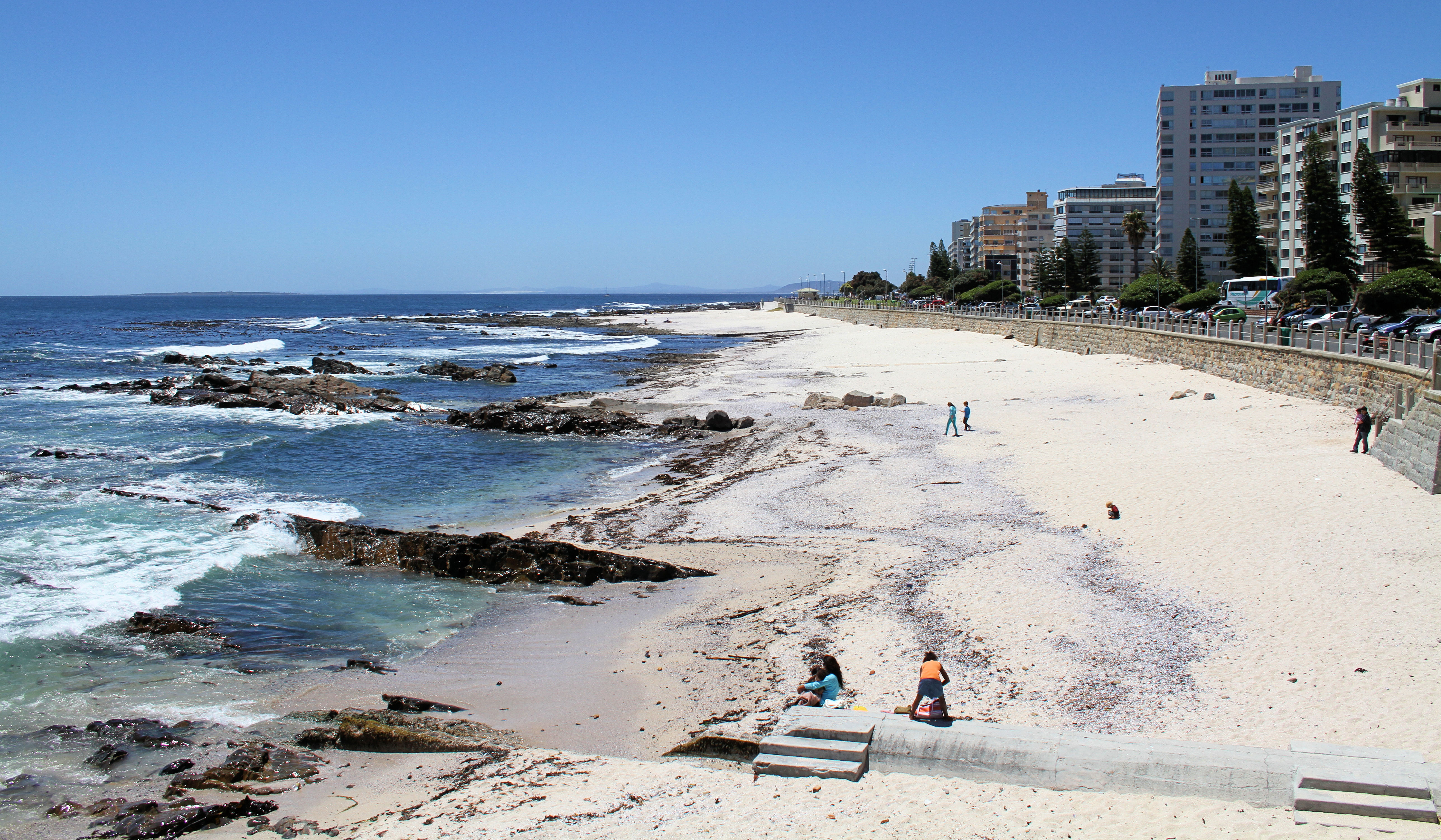
Playa de Sea Point

Graaf's Pool, una poza de marea en la línea de playa que fue demolida parcialmente en 2005, fue el objeto de un corto titulado "Behind the Wall", el cual contrastó la historia del origen de la poza de Lady Marais, paralizada de la cintura para abajo desde nacimiento, cuyo esposo construyó la poza para que sea su área privada de baño en los años treinta, y la escena gay de Sea Point, la cual adoptó la poza como un lugar de encuentro entre los años 1960 y la llegada del nuevo siglo.

## Educación
Entre las escuelas de la zona se encuentran Sea Point Primary School y Sea Point High School (anteriormente Sea Point Boys' High School), fundada en 1884, y Herzlia Weizmann Primary. La Escuela Francesa de Ciudad del Cabo abrió sus puertas el 14 de octubre de 2014 luego de se refaccionara la antigua Tafelberg Remedial School. El campus principal de la Escuela francesa se encuentra en Sea Point.

## Historia

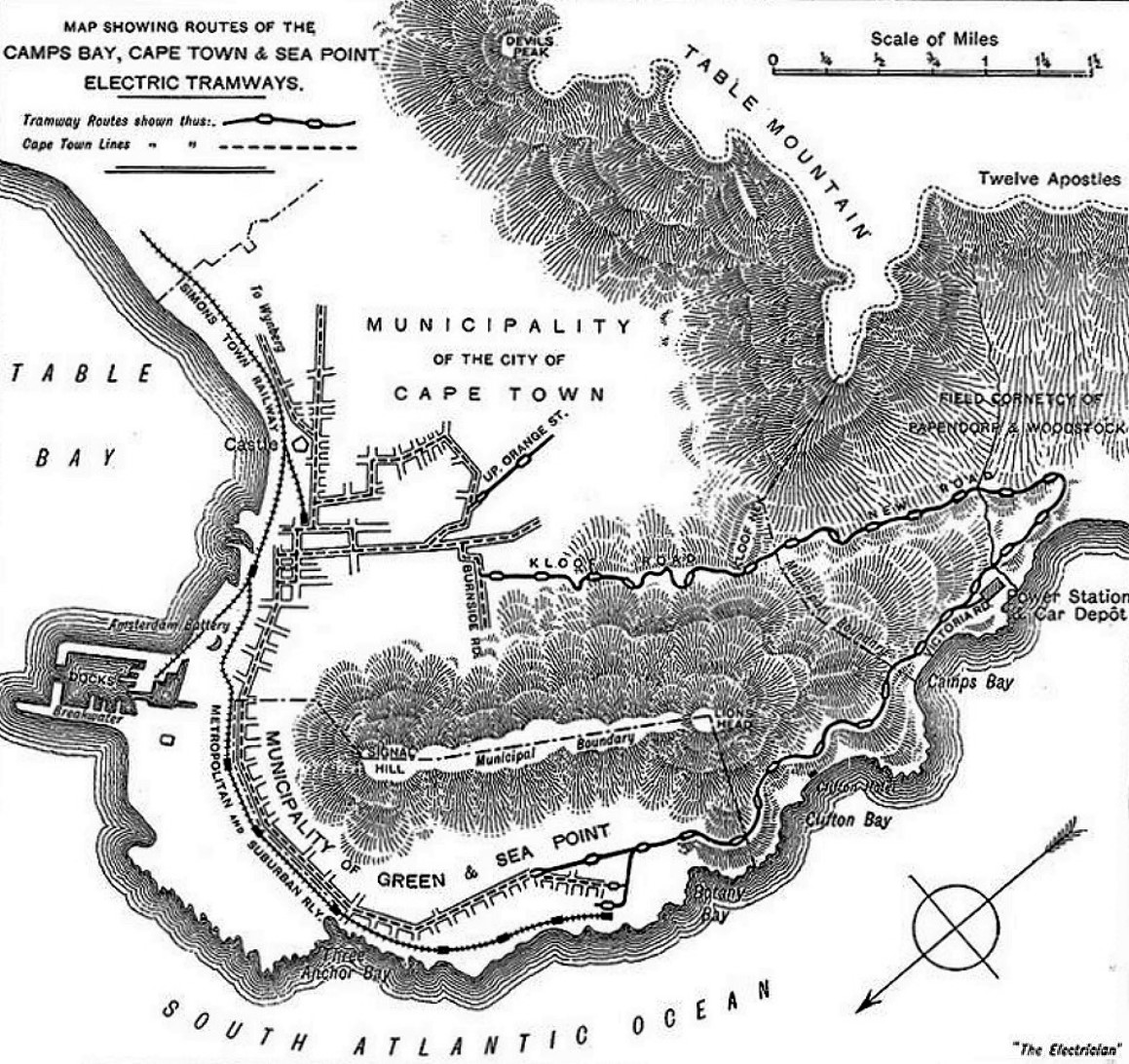
Uno de los primeros mapas de Sea Point y su infraestructura, circa 1906.

Algunos de los primeros colonos del área eran de la familia protestante aristocrática Le Seur de Bayeux, Normandía. François le Seur llegó en 1739 como consejero espiritual del gobernador del Cabo Hendrik Swellengrebel. La hacienda de la familia, Winterslust, originalmente cubría un terreno de 200 acres en las laderas de Signal Hill. La finca cambió de nombre a Fresnaye más adelante, y hoy en día forma parte de los suburbios de Sea Point y Fresnaye.
Sea Point obtuvo su nombre en 1776 cuando uno de los comandantes que servían bajo el Capitán Cook, Sam Wallis, acampó con sus hombres en el área para evitar un brote de viruela que estaba teniendo lugar en Ciudad del Cabo en ese entonces. Creció como área residencial a principios de los años 1800s, y en 1839 fue fusionada en una sola municipalidad con la adyacente Green Point. El censo de 1875 indicaba que Sea Point y Green Point tenían una población de 1425 habitantes entre ambas. Para 1904 la población había crecido hasta 8839 habitantes.

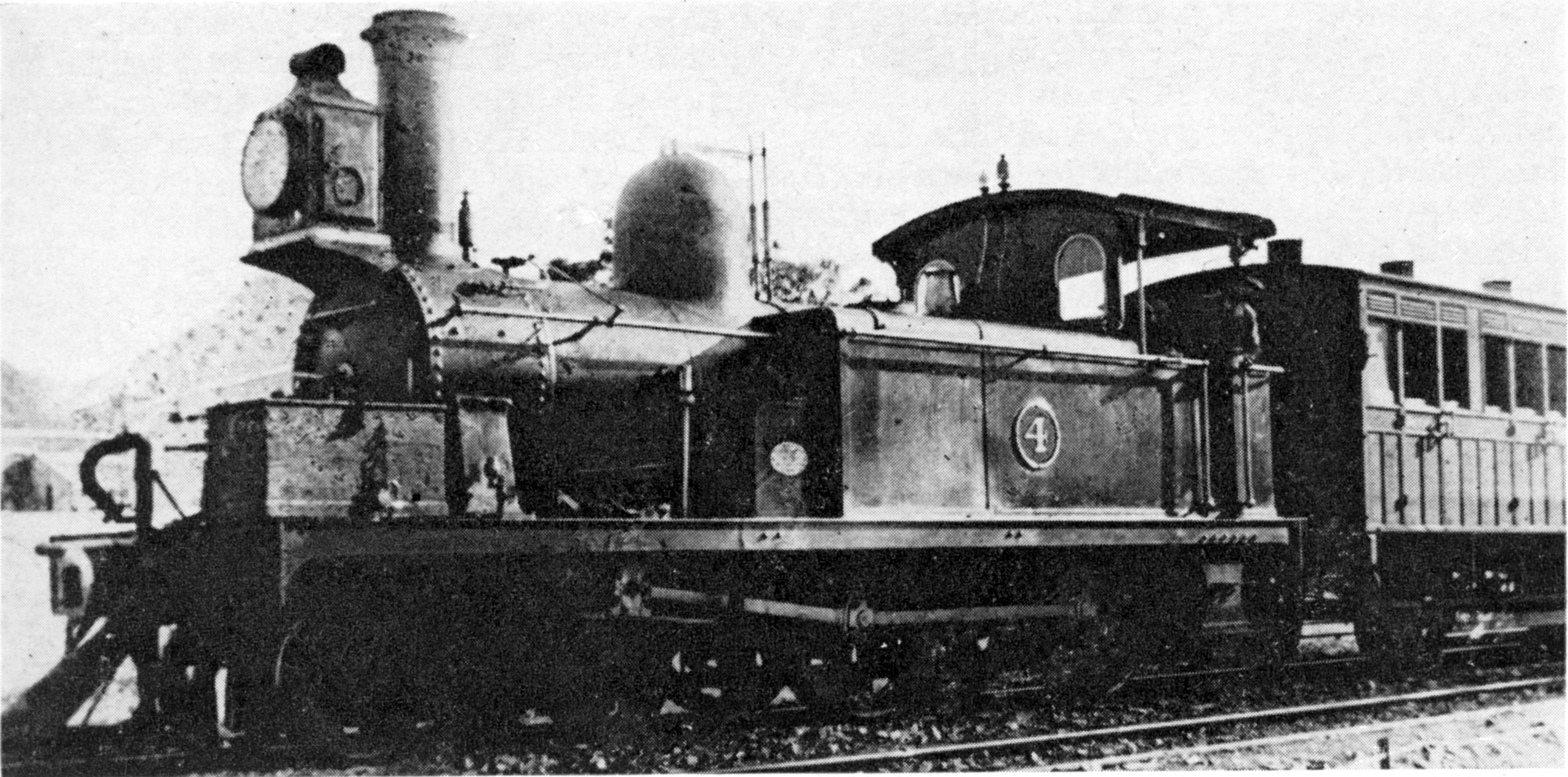
Cape 1st Class (4-4-0T) 1875 no. 4

Con la apertura de la línea de tranvía de Sea Point en 1860, el área se convirtió en el primer suburbio de Ciudad del Cabo del cual se podía viajar diariamente al trabajo en la ciudad misma, aunque la línea solo conectaba a Camps Bay en un principio. Para el inicio del siglo veinte la línea fue complementada por la Metropolitan and Suburban Railway Company, la cual añadió una línea al centro.

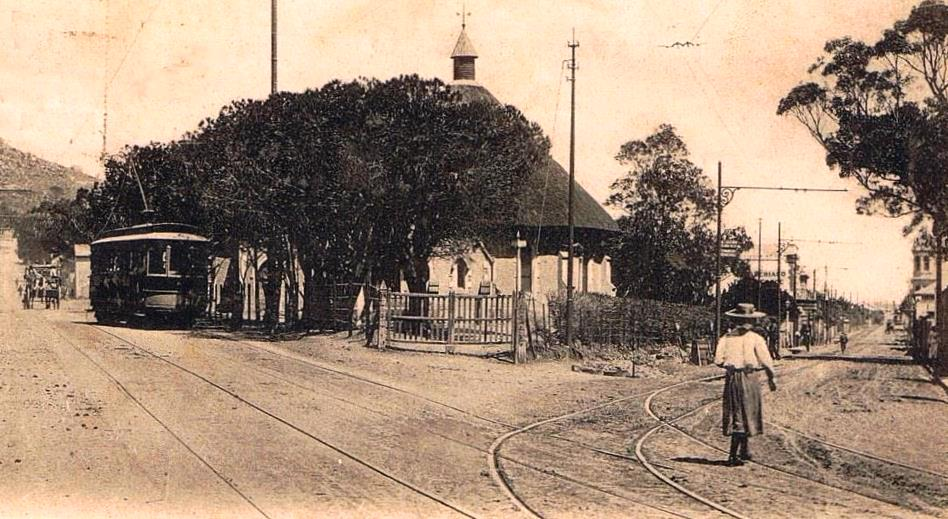
Round Church o Templo de Salomón - Sea Point, Ciudad del Cabo - 1906

En el siglo XIX, el desarrollo de Sea Point se vio dominado por la influencia de su residente más famoso, el parlamentario liberal y representante de Ciudad del Cabo, Saul Solomon. Solomon fue el fundador de Cape Argus y el liberal más influyente en el país - luchó de manera constante en contra de inequidad racial en el Cabo. Su Iglesia (San Juan) de 1878 reflejó su enfoque sincrético de la religión - en ella participaban cuatro iglesias, y sus paredes eran curvas para evitar las "esquinas sectarias". El "Templo de Salomón", como era conocido con tono jocoso por los residentes, se encontraba en una esquina de tráfico triangular en la intersección de Main, Regent y Kloof, un centro de la comunidad de Sea Point, hasta que fue destruida por la alcaldía en los años 1930.

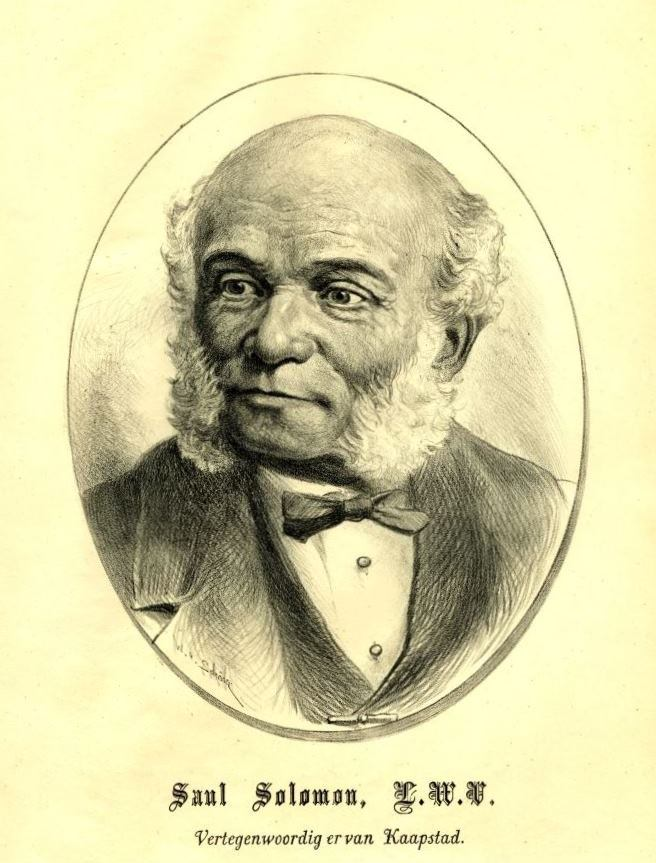
1 Saul Solomon - Político de Ciudad del Cabo CT

El suburbio luego sería clasificado por el régimen del apartheid como una zona exclusiva para blancos, pero esta situación cambió a finales de los años 1990 con un rápido crecimiento de las comunidades mulata y negra en Sea Point.
Para mediados y finales de los años 1990, el área experimentó un aumento en el crimen a medida que narcotraficantes y prostitutas se trasladaron a la zona. No obstante, gracias a una agresiva adopción de una política de ventanas rotas por parte del gobierno municipal y encabezada por el concejal Jean-Pierre Smith, la tasa de criminalidad en cayó significativamente en gran parte de los años 2000.
Sea Point forma parte del Distrito 54 en Ciudad del Cabo, y está representado por el concejal Jacques Weber de la Alianza Democrática.

## Personas notables
- Anthony Sher, actor y escritor.
- Sally Little, golfista profesional.
- Saul Solomon, político liberal del Cabo.
- Colin Eglin, político.
- Gerry Brand, jugador de rugby de los Springboks.
- David Rosen, diseñador y artista.
- Bob Newson, jugador de críquet.
- Karen Press, poeta.
- Jacobus Arnoldus Graaff, político y empresario.
- Louise Smit, guionista de populares programas de televisión sudafricanos como Wielie Walie y Haas Das.
- Arno Carstens, cantautor.[15]
- Ben Trovato satirist, columnista[16]
- Darrel Bristow-Bovey, escritor[17]
- Kevin Atkinson, artista[18]

## Escudo de armas
El concejo municipal de Green Point y Sea Point se hicieron de un escudo en 1901. El escudo estaba dividido verticalmente, teniendo en una mitad los semáforos de Signal Hill y en la otra la cabeza, hombros y garras de un león dorado; en el centro, cerca el extremo superior, había un pequeño escudo azul en el cual había tres anclas. Una corona imperial estaba ubicada encima del escudo. El escudo de armas ha sido incorporado al emblema del Club Metropolitano de Golf.